# Quercus széchenyana
Quercus széchenyana är en bokväxtart som beskrevs av Vincze von Borbás. Quercus széchenyana ingår i släktet ekar, och familjen bokväxter. Inga underarter finns listade.